# Айна (имя)
А́йна — женское личное имя, которое встречается во многих культурах.
Распространено в Японии, Прибалтике, Скандинавии, а также в мусульманских странах.
В арабском языке Айна происходит от слова «آينا», означающего «глаза». В Латвии имя Айна означает «вид» и является вариантом мужского имени Айнарс. В Японии это имя означает «любовь, привязанность».

## Известные носители
Айна Гетагазова — российская певица, композитор, телеведущая.
Айна Муцениеце — советский и латвийский медик, изобретатель противоракового препарата RIGVIR, основатель практической виротерапии рака.
Айна Николаева — российская телеведущая.